# Derek Parfit
Derek Parfit (/ˈpɑrfɪt/; Chengdu, 11 de diciembre de 1942-Oxford, 1 de enero de 2017) fue un filósofo británico especializado en problemas de identidad personal, racionalidad, ética, y la relación entre ellos. Es ampliamente reconocido como uno de los filósofos morales más importantes de los sigos XX e inicios del siglo XXI. 
Su libro de 1984 Razones y Personas (descrito por Alan Ryan en The Sunday Times como "algo cercano al trabajo de un genio") ha sido muy influyente. Además, ha sido descrito como el trabajo de filosofía moral más influyente desde el siglo XIX. Su libro más reciente, On What Matters (2011), fue discutido durante muchos años antes de su publicación.
Parfit trabajó en la Universidad de Oxford durante toda su vida académica, y fue Emérito Senior Research fellow en el All Souls College. También fue Visiting Professor of Philosophy en la Universidad de Nueva York, Universidad de Harvard y Universidad Rutgers, y recibió el Premio Schock "por su revolucionaria contribución sobre identidad personal, consideración por generaciones futuras, y análisis de la estructura de las teorías morales."
Desde 2014 fue miembro de Giving What We Can, una organización centrada en el altruismo eficaz cuyos miembros se comprometen a donar al menos el 10% de sus ingresos a organizaciones benéficas efectivas.
Parfit fue, además, fotógrafo y poeta. Su esposa fue la filósofa Janet Radcliffe Richards.

## Primeros días
Derek Parfit nació en Chengdu, China, hijo de Norman y Jessie Parfit, médicos que se habían mudado a China Occidental para enseñar medicina preventiva en hospitales de misioneros. La familia regresó al Reino Unido cuando Parfit tenía un año, estableciéndose en Oxford. Parfit fue enviado al Colegio Eton. Desde una edad temprana Parfit intentó volverse un poeta, pero dejó la poesía hacia el final de la adolescencia. Tras esto, estudió historia moderna en la Universidad de Oxford, graduándose en 1964. Entre 1965 recibió la Beca Harkness y estudió en la Universidad de Columbia y la Universidad de Harvard. Cambió de la historia a la filosofía durante esta beca, regresando a Oxford para volverse un research fellow del All Souls College.
12

## Ética y racionalidad
Razones y Personas es un trabajo en cuatro partes, con cada parte sucesiva sirviéndose de las anteriores. Parfit cree que la ética laica es un campo de investigación aún joven y fértil. Plantea preguntas sobre qué acciones son correctas o incorrectas y se aleja de la metaética, la cual se centra más en la lógica y la filosofía del lenguaje. 
En la Parte I de Razones y Personas, Parfit discute "teorías auto refutadas", específicamente el egoísmo racional (S) y dos estructuras éticas: la moralidad del sentido común (CSM) y el consecuencialismo (C).  Plantea que S ha sido dominante en la cultura occidental por más de dos milenios, a veces mezclándose con la doctrina religiosa, la cual unió el egoísmo con la moralidad. Debido a que S pide que hagamos el interés propio nuestro interés racional supremo y nos instruye a asegurarnos que nuestra vida vaya lo mejor posible, S tiene requisitos temporalmente neutrales. Por lo que sería irracional actuar de maneras que preferiríamos revertir en un futuro.
A modo de ejemplo, es irracional que un niño de 14 años escuche música a alto volumen o que sea arrestado por vandalismo si sabe que tales acciones le traerán problemas en un futuro o a sus metas (como tener una carrera académica en filosofía o tener un oído sano).
La teoría del egoísmo racional dice que es irracional actuar que afecten negativamente nuestro propio bienestar. Se podría considerar el caso de un autor que desee escribir una novela exitosa pero que debido a ello, sufra de depresión. Parfit dice que es probable que tengamos estos deseos que perjudiquen nuestro bienestar, y que es racional actuar de una manera que cumpla con estos deseos. 
Aparte de la apelación inicial de la posibilidad de que nuestros deseos no contribuyan a resultados positivos, Parfit plantea situaciones donde S es auto refutado de forma indirecta. Es decir, requiere cosas que la misma teoría plantea como irracionales. Muchas veces no falla en sus propios términos, pero recomienda adoptar una visión alternativa de la racionalidad. Por ejemplo, puede que me convenga ser alguien confiable para participar en acuerdos mutuamente beneficiosos, a pesar de que mantener tales acuerdos esté haciendo algo que es, ceteris paribus, malo para mí. En muchos casos S nos pedirá que no hagamos S, (como dice Parfit en Razones y Personas, capítulo 8, sección 63), entrando así en la definición de una teoría auto refutada.
Si bien Parfit no puede ofrecer un argumento para rechazar S fácilmente, su exposición hace muestra los fallos de S y su falta de méritos. Es una visión defendible, pero el defensor debe aceptar tantas consecuencias indeseadas que perderían su credibilidad en el proceso. Por ello debemos buscar una nueva teoría de la racionalidad. Parfit ofrece una teoría (CP) que abarca toda visión que no se corresponde a estas. Parfit construye CP de tal forma que excluye el interés propio como preocupación racional primordial y permite que el momento en que una acción es efectuada sea de una importancia crucial. Deja la cuestión abierta a si debemos incluir "evitar actuar de forma mala" como nuestra preocupación máxima. Tal inclusión allanaría el camino de la ética. Henry Sidgwick buscaba una fusión entre la ética y la racionalidad y Parfit admite que a pesar de que muchos querrían unificar estos dos conceptos, es incapaz de construir un argumento que una los dos de forma decisiva.
Pero S no es la única teoría auto refutada. Donde S pone demasiado énfasis en la diferencia entre personas, C falla al no reconocer la importancia de los vínculos y las respuestas emocionales que vienen al permitir a alguna gente una posición privilegiada sobre la vida de uno. Si todos fuésemos personas bienhechoras, quizás siguiendo a Sidgwick, ello no constituiría el resultado que maximizaría la felicidad. Sería mejor si un pequeño porcentaje de la población fuesen personas bienhechoras mientras otras actúan por amor, etc. C hace demandas de agente que inicialmente considera inmorales, por lo que falla en sus propios términos, ya que pide el resultado que maximiza la felicidad total, pero no pide que cada agente no actúe siempre como un promotor de la felicidad imparcial, por lo que C también debe ser revisada.
Tanto S como C fallan indirectamente, mientras que CSM es directamente auto refutada de forma colectiva. Parfit muestra, usando ejemplos de juegos de Nash que muchas veces sería mejor si no pusiésemos el bienestar de nuestros seres queridos por delante del resto. Por ejemplo, nos deberían importan los hijos de los demás, no solo nuestros propios hijos.
Parfit plantea más preguntas que respuestas. En la ética, plantea la necesidad de un marco dinámico que combine CSM y C, pero no ofrece ninguna solución específica. Tal actitud confirma su afirmación de que la ética laica es un campo joven y fértil.

## Identidad personal
Parfit es conocido por su investigación rigurosa y casi matemática sobre las ideas de identidad personal. En muchos casos, Parfit usa ejemplos inspirados por Star Trek y la ciencia ficción, como los teletransportadores para explorar nuestras intuiciones sobre identidad. Es un reduccionista, y piensa que ya que no hay un criterio adecuado de identidad personal, las personas como tales no existen, sino que son sus componentes. Parfit argumenta que la realidad puede ser descrita completamente de forma impersonal: no necesitamos una respuesta determinada a la pregunta "¿Seguiré existiendo?" Podríamos conocer todos los hechos sobre la continuada existencia de una persona y sin embargo no poder dictaminar si la persona ha sobrevivido en un caso concreto. Concluye diciendo que es un error asumir que la identidad personal es lo que importa en la supervivencia, lo que importa es la Relación R: conectividad psicológica (específicamente, de la memoria y el carácter) y continuidad (cadenas superpuestas de conectividad fuerte).
Para Parfit, los individuos no son más que cerebros y cuerpos, pero la identidad no se puede reducir a uno en la exclusión del otro. Concede que sus teorías raramente entran en conflicto con otras teorías reduccionistas en la vida diaria, y que solo llegan a desacuerdos al hablar de ejemplos extraordinarios. Sin embargo, defiende el uso de tales ejemplos, argumentando que incitan muchas intuiciones sobre la identidad. Tal identidad no es tan fuertemente determinada como muchas veces suponemos, sino que tal determinación tiende a aparecer debido a cómo hablamos en nuestra vida corriente. Las personas existen de la misma forma que naciones o clubes existen.
Una clave para la cuestión de Parfit es: dado a escoger entre sobrevivir sin preservar la Relación R: conectividad psicológica y continuidad o morir pero preservar R a través del futuro de la existencia de otra persona, ¿cuál deberíamos escoger? Parfit argumenta que deberíamos preferir el segundo.
Parfit describe la pérdida de la creencia de la existencia de un "yo" separado como "liberadora".

## Críticas a su visión sobre identidad personal
Mark Johnston, un reduccionista de la Universidad de Princeton, rechaza la noción constitutiva de la identidad de Parfit con lo que él llama un "Argumento desde Arriba". Johnston explica, "Incluso si los hechos de bajo nivel [que constituyen la identidad] no importan, el hecho visto desde arriba puede tener importancia. Si la tiene, los hechos de abajo tendrán mera importancia derivada. Importarán no en ellos mismos, sino porque constituyen entre ellos el hecho mayor."
Con esta afirmación, Johnston preserva la importancia de la identidad personal. La explicación de Parfit es que no es la identidad personal lo importante, sino que los hechos de los que consiste la identidad personal es lo que le dan la importancia. Para ilustrar tal diferencia entre Parfit y Johnston, Parfit ejemplifica con una persona que padece daño cerebral y queda inconsciente de forma irreversible. El paciente sigue vivo a pesar de que su corazón aún late y el resto de sus órganos aún funcionan. Pero el hecho de que el paciente está vivo no es independiente. El hecho de que el paciente esté vivo, incluso si está inconsciente de forma irreversible, es un cúmulo del resto de hechos. Parfit explica que desde su "argumento desde abajo" podemos dar importancia al valor del corazón y el resto de órganos funcionando sin tener que asignarles una importancia derivada, al contrario de lo que diría Johnston.

## Futuro
Las postulaciones más famosas de Parfit vienen de la parte IV de Razones y Personas, donde discute futuros posibles para el mundo. En esta parte muestra cómo en la discusión de futuros posibles tanto el utilitarismo promedio como el utilitarismo total llevan a consecuencias indeseadas. Aplicando el utilitarismo total lleva a lo que llama la conclusión repugnante. Para refutar el utilitarismo total, Parfit lo ilustra con un experimento mental, donde nos pide que imaginemos escoger entre dos futuros posibles. En A, 10 mil millones de personas vivirán en la próxima generación, todas con vidas extremadamete felices. En B, hay 20 mil millones de personas viviendo vidas menos felices que en A. Si queremos maximizar la utilidad, deberíamos preferir B a A, e incluso, llevándolo más al extremo, deberíamos preferir Z, un mundo donde hay billones de personas con vidas que apenas valen la pena vivir comparadas con A, pero que aun así aumentan la utilidad total.
Para refutar el utilitarismo promedio, Parfit hace un argumento similar. Si todo lo que nos importa es la felicidad promedio, entonces tenemos que concluir que una población extremadamente pequeña, como diez personas, es el mejor resultado posible si asumimos que esas diez personas (Como Adán y Eva) vivieron unas vidas más felices de lo que podemos imaginar. Entonces tenemos que considerar el ejemplo de la inmigración. Ya que el extranjero se beneficia en gran medida de la inmigración y los locales también (al menos en una pequeña medida), al tener inmigración ambos grupos están mejor. Pero si este incremento es menor al beneficio al incrementar la población, entonces la utilidad total es menor. Entonces, a pesar de que todo el mundo está mejor, este no es el futuro preferible. Parfit argumentará que esto es absurdo.
Parfit entonces se pone a argumentar sobre la identidad de las generaciones futuras. Primero dice que la existencia de una persona específica está ligada al tiempo y las condiciones de la concepción. "Yo" no sería "yo" si mis padres hubiesen esperado dos años más a tener un hijo. Aunque habrían tenido un hijo, habría sido otra persona.
Si estudiamos efectos del clima y otros fenómenos físicos, pequeños cambios en las condiciones durante un tiempo T tendrían efectos drásticos en cualquier momento después de T. Cualquier acción tomada ahora tendrá efectos drásticos sobre la persona que existirá dentro de varias generaciones. Por ejemplo, un cambio radical en la legislación ambiental cambiaría tanto las condiciones de concepción, que dentro de 300 años ninguna de las personas que habrían nacido nacerán, en su lugar, serán otras personas. A esto se lo conoce como el problema de la no identidad.
En ese caso, podríamos crear legislaciones desastrosas que serían peores "para nadie", pues ninguna de las personas que iban a existir existirán bajo las nuevas condiciones. Si consideramos las ramificaciones morales según a quién afecte, entonces no tenemos motivos para preferir una legislación razonable sobre una que no lo sea. Este es el problema de la no identidad en su forma más pura: la identidad de las generaciones futuras depende causalmente, de una forma decisiva, en las acciones de las generaciones presentes.

## Obra

### En Inglés
- 1964: Eton Microcosm; edited by Anthony Cheetham and Derek Parfit. London: Sidgwick & Jackson
- 1971: "Personal Identity", Philosophical Review; Vol. 80: 3–27, 1971.
- 1979: "Is Common-Sense Morality Self-Defeating?"; The Journal of Philosophy, Vol. 76, pp. 533–545, October 1979.
- 1984: Reasons and Persons. Oxford: Clarendon Press ISBN 0-19-824615-3
- 1997: "Reasons and Motivation", The Aristotelian Soc. Supp.' Vol. 77: 99–130, 1997.
- 2003: "Justifiability to Each Person", Ratio, Vol. 16: pp. 368–390, 2003.
- 2006: "Normativity", in Russ Shafer-Landau (ed.), Oxford Studies in Metaethics, vol. I, Oxford: Clarendon Press.
- 2011: On What Matters (two volumes), Oxford University Press.
- 2017: On What Matters, vol. 3. Oxford University Press.

### En Español
- 2004: Personas, racionalidad y tiempo. Editorial Síntesis ISBN 9788497562423
- 2005: Razones y personas. Editorial Antonio Machado ISBN 9788477747703
- 2007: Prudencia, moralidad y el dilema del prisionero ISBN 9788474918533